# Achille Eugène Finet
Achille Eugène Finet  (1863, Argenteuil - 1913, París ) fue un botánico francés. Se especializó en la familia de las orquídeas.
Comenzó como asistente de Laboratorio de Botánica, y más tarde se une como colaborador del Prof. Dr H. Lecomte; fue editor de ‘Notulae systematicae’. Hizo una expedición a Islandia en 1889, y al sudeste de Europa en 1899, haciendo dúo científico al acompañar a Lecomte en sus viajes a los trópicos asiáticos, vía Japón y China; estando en Java, y atravesando la Indochina.

## Algunas publicaciones
- a.e. Finet, f. Gagnepain. 1907. Contributions à la flore de l'Asie orientale. Librairies-Imprimeries Réunies. 135 pp.

- ------------, ---------------. 1905. Contributions a la Flore de l'Asie orientale. 1: 220-224, reimpres. Bull Soc Bot France, 51, 523-527

- ------------, ---------------. 1904. Paeonia L. En: Contributions à la flore de l'Asie orientale d'après l'Herbier du Muséum de Paris, Bull Soc Bot France, 51: 523-527

- ------------. 1901. Les orchidées de l'Asie orientale

- ------------. 1900. Les orchidées du Japon, principalement d'après les collections de l'herbier du Muséum d'histoire naturelle de Paris

- ------------. 1898. Orchidées nouvelle, ou peu connues. 6 pp.

- ------------. 1898. Orchidées recueillies au Yunnan et au Laos

- ------------. 1897. Orchidées nouvelles de la Chine

- ------------. 1897. Sur le genre Oreorchis Lindl.

## Honores

### Epónimos
Género
- (Orchidaceae) Neofinetia Hu 1925 [2]

Unas 20 especies
- (Balsaminaceae) Impatiens finetii Tardieu[3]

- (Berberidaceae) Berberis finetii C.K.Schneid.[4]

- (Ebenaceae) Diospyros finetii Lecomte[5]

- (Fagaceae) Lithocarpus finetii (Hickel & A.Camus) A.Camus[6]

- (Lamiaceae) Clerodendron finetii (Burm.) Dop[7]

- (Melastomataceae) Sonerila finetii Guillaumin[8]

- (Myrtaceae) Syzygium finetii (Gagnep.) Merr. & L.M.Perry[9]

- (Orchidaceae) Bulbophyllum finetii Szlach. & Olszewski[10]

- (Orchidaceae) Calanthe × finetii Hort.[11]

- (Ranunculaceae) Thalictrum finetii B.Boivin[12]

## Fuente
- Léandri, J. 1962. Deux grands artisans de la floristicque tropicale: Henri Lecomte (1856-1934) et Achille Finet (1863-1913). Adansonia 2: 147—158
- La abreviatura «Finet» se emplea para indicar a Achille Eugène Finet como autoridad en la descripción y clasificación científica de los vegetales.[13]